# Serra Plana (Llubriqueto)
La Serra Plana és una serra de la Vall de Boí (Alta Ribagorça), coincident la major part dins del Parc Nacional d'Aigüestortes i Estany de Sant Maurici i l'extrem meridional dins la seva zona perifèrica.
La seva cresta discorra de nord a sud, separant el Circ de Gémena de l'occidental Vall de Llubriqueto, del Barranc de les Remenegueres i la Coma d'Estapiella de l'oriental Ribera de Caldes. La Punta de Lequeutre (2.966,2m) marca el seu límit septentrional i el Bony de la Carma (2.448,5 m) el meridional.